# Héctor Bianciotti
Héctor Bianciotti, född 18 mars 1930 i Calchin Oeste, provinsen Córdoba, död 11 juni 2012 i Paris, var en argentinsk-fransk författare och journalist. Bianciottis föräldrar utvandrade från Italien till Argentina. 1955 flydde han ifrån diktaturen och reste runt i Europa tills han 1961 slog sig ner i Paris. Han satt sedan 1996 på stol nummer 2 i Franska akademien. Han var den förste som valdes in i akademien utan att ha franska som modersmål.